# Selenidioides fanthami
Selenidioides fanthami is een soort in de taxonomische indeling van de Myzozoa, een stam van microscopische parasitaire dieren. Het organisme komt uit het geslacht Selenidioides en behoort tot de familie Selenidioididae. Selenidioides fanthami werd in 1971 ontdekt door Levine.